# Наришкін Сергій Євгенович
Сергій Євгенович Наришкін (рос. Сергей Евгеньевич Нарышкин; нар. 27 жовтня 1954, Ленінград, РРФСР) — російський державний діяч, Голова Державної думи Федеральних зборів Російської Федерації шостого скликання (2011—2016), директор Служби зовнішньої розвідки (з 5 жовтня 2016 року), голова Парламентських зборів Союзної держави Білорусі та РФ. Член Вищої ради партії «Єдина Росія».

## Життєпис
З 1982 року — помічник проректора з міжнародних наукових зв'язків, заступник начальника Відділу зовнішньоекономічних зв'язків Ленінградського політехнічного інституту. Пізніше — співробітник апарату економічного радника посольства СРСР в Бельгії. Згідно з опублікованими неофіційними даними, у період з 1978 по 1982 проходив підготовку в 101-й школі Першого головного управління КДБ (нині — Академія зовнішньої розвідки), де познайомився з Володимиром Путіним.
Початок 1990-х — начальник відділу комітету з економічного розвитку, пізніше — комітету з економіки та фінансів мерії Санкт-Петербурга.
З 1995 року — керівник відділу зовнішніх інвестицій ВАТ «Промислово-будівельний банк» (Санкт-Петербург).
1996—2004 — член ради директорів тютюнової фабрики «Філіп Морріс Іжора».
З 1997 року — начальник департаменту інвестицій, заступник голови комітету з економіки та інвестицій уряду Ленінградської області.
З 1998 року — голова Комітету по зовнішньоекономічних і міжнародних зв'язків уряду Ленінградської області.
З лютого 2004 року — заступник начальника економічного управління Адміністрації Президента Російської Федерації.
З березня 2004 року — заступник керівника апарату уряду Російської Федерації.
З вересня 2004 року — керівник апарату уряду Російської Федерації — міністр Російської Федерації.
З лютого 2007 року — заступник Голови Уряду Російської Федерації — Керівник Апарату Уряду Російської Федерації, з вересня того ж року — голова ради директорів «Об'єднаної суднобудівної корпорації».
З 12 травня 2008 року по 20 грудня 2011 — керівник Адміністрації президента РФ. Як зазначає британський журналіст Чарльз Кловер, колишній глава московського бюро видання «Файненшл таймс», Сергій отримав цю посаду, аби наглядати за Медведєвим".
4 грудня 2011 року обраний депутатом Державної думи Федеральних зборів Російської Федерації VI скликання,
15 грудня взяв мандат і зареєстрований депутатом.
21 грудня обраний на пост голови Держдуми 238 голосами проти 88.
5 квітня 2012 року одноголосно обраний головою Парламентського Зборів Союзу Росії і Білорусі.
На виборах в Державну думу Федеральних Зборів РФ VII скликання (2016 рік) балотувався від партії «Єдина Росія» по 112 Кингисеппскому одномандатному виборчому округу, Ленінградська область, і був обраний депутатом. Однак від мандата відмовився у зв'язку з новим призначенням.
22 вересня 2016 року Президент Росії Володимир Путін призначив Наришкіна на посаду директора Служби зовнішньої розвідки Російської Федерації з 5 жовтня 2016 року.
21 жовтня 2016 року Державна Дума РФ ухвалила достроково припинити повноваження Наришкіна.

## Кар'єра

Країни, в яких Наришкін потрапив під санкції

З 12 травня 2008 по 20 грудня 2011 — керівник Адміністрації президента Російської Федерації. З грудня 2008 року — голова Комісії при президенті Російської Федерації з державних нагород; в 2009–2012 роках — голова Комісії з протидії спробам фальсифікації історії на шкоду інтересам Росії (весь період її існування).
21 грудня 2011 за пропозицією фракції «Єдина Росія» обрано головою Державної думи Федеральних зборів Російської Федерації.

## Українські та міжнародні санкції
Від вересня 2015 року Наришкін перебуває в санкційному списку України (номер 145 у списку), запровадженого Україною у відповідь на російську збройну агресію.
Перебуває в санкційних списках США та країн ЄС через активну участь в анексії Криму та війні на сході України. Через це Наришкіну у 2015 році відмовлено у в'їзді до Фінляндії.
Проте, незважаючи на санкції, Наришкін 27—28 січня 2018 року здійснив візит до США для зустрічі з директором ЦРУ — разом із главою ФСБ Бортниковим та начальником військової розвідки Коробовим. За словами самого Наришкіна, він «у статусі глави спецслужби відвідав з робочими візитами 22 країни», а інформація про поїздку до США просочилася в ЗМІ лише тому, що він «летів звичайним рейсом „Аерофлоту“», і його «міг упізнати хтось із журналістів».